# Benjamin Smith (Politiker, 1756)
Benjamin Smith (* 10. Januar 1756 im Brunswick County, Province of North Carolina; † 27. Januar 1826 in Smithville, North Carolina) war ein britisch-amerikanischer Politiker und 16. Gouverneur von North Carolina.

## Frühe Jahre
Der junge Smith erhielt seine Ausbildung in den Grundschulen seiner Heimat. Während des Amerikanischen Unabhängigkeitskrieges diente er zeitweise im Stab von George Washington und brachte es bis zum Oberst (Colonel).

## Politischer Aufstieg
In den Jahren 1788 und 1789 war Smith auf den verfassungsgebenden Versammlungen von North Carolina. Zwischen 1784 und 1810 saß er mit einigen Unterbrechungen abwechselnd im Abgeordnetenhaus und im Senat seines Landes. Von 1795 bis 1799 war er sogar Präsident des Senats. Seit 1794 war er außerdem Brigadegeneral der Nationalgarde. Darüber hinaus war er Kurator der University of North Carolina. Im Jahr 1810 wurde er von den Abgeordneten des Parlaments zum neuen Gouverneur von North Carolina gewählt.

## Gouverneur von North Carolina
Seine Amtszeit begann am 5. Dezember 1810 und endete ein Jahr später am 11. Dezember 1811. Eine angestrebte Wiederwahl scheiterte an der fehlenden Mehrheit im Abgeordnetenhaus. Er setzte sich für eine Verbesserung des Gefängnissystems und des Strafrechts in North Carolina ein. Wie sein Vorgänger David Stone setzte er sich auch für den Ausbau des Schulsystems ein.

## Weitere Karriere
Nach dem Ende seiner Amtszeit zog sich Smith weitgehend aus der Politik zurück. Im Jahr 1816 war er noch einmal im Senat seines Heimatstaates und er blieb weiterhin Kurator der University of North Carolina. Benjamin Smith starb im Januar 1826 in Smithville. Er war mit Sara Dry verheiratet.